# 손가망
손가망(孫可望, 1630년 11월 7일 ~ 1660년 12월 21일)은 중국 명나라 태생의 농민군 혁명 가담자이자 청나라 제후급 장군 겸 정치인이며 서나라 창건자 장헌충(張獻忠)의 제자(弟子)이다.

## 생애
중류층 몰락 부농(中流層 沒落 富農)의 슬하 5남 1녀 가운데 5남이자 막내로 출생한 그는 1643년 이자성의 난을 부장급(副將級) 지휘하던 농민 반란군 수석부수장 장헌충(張献忠)의 휘하에 병솔로 첫 가담하였으며 장헌충에게 지략을 인정받은 이후 이정국, 애능기, 유문수와 함께 장헌충 장군의 제자(弟子)가 되어 장헌충을 주군(主君)이자 사부(師父)로 섬기었고 1644년 2월 9일에 사부 장헌충이 서나라를 창건하여 황제 보위에 오르자 그의 책사를 지내다가 이듬해 1645년 3월 20일을 기하여 15세의 나이로 서나라 총리대신에 임명되었으며 이듬해 1646년 12월 20일을 기하여 장헌충이 청나라 군사들의 침략 공격 압력을 받아 서나라 황제 보위에서 쫓겨나자 사부 장헌충의 선위를 받은 형식으로써 서나라 제2대 황제 보위에 올랐으며 그는 서나라 황제 즉위와 동시에 대사형(大師兄)이기도 한 후임 서나라 총리대신 이정국(리딩궈)의 섭정을 받았는데 7일 후 1646년 12월 27일을 기하여 손가망도 청나라 군사들의 침공 압력을 견디지 못한 채 결국 사부 장헌충 폐제를 청나라 군사들의 손에 잃고 손가망도 서나라 제2대 황제 보위에서 쫓겨남과 동시에 서나라는 끝끝내 멸망을 고하였다.
이후 손가망은 1647년 1월 8일을 기하여 남명에 투항을 하여 이후 큰사형 이정국, 작은사형 애능기, 사제 유문수와 아울러 남명 제국 제후급 장군 겸 정치관료를 지내다가, 같은 해 1647년 9월에 남명 제국 호북장군(湖北將軍) 직위 시절 그 당시 청나라 동천장군(東川將軍)이었던 녹만종(祿萬鍾) 장군과 전투하여 승리하였지만 결국 작은 사형 애능기가 남명 황족 종실급 신료들의 계략에 휘말려 이정국, 애능기, 손가망, 유문수는 결국 남명 관직이 집단적 파직되었고 3개월 후 1647년 12월에 작은 사형 애능기가 남명 윈난성 후이쩌 은신 사저에서 남명 경종 동무제 주상청이 보낸 자객들에게 암살되었다가 손가망은 사형 이정국, 사제 유문수와 아울러 1648년 7월에 석방되며 손가망 그는 청나라 즈리 성 베이징에 홀로 망명과 동시에 청나라 군주 세조 순치제 아이신줴뤄 푸린에게 다시 투항하여 청나라 제후급 장군 겸 정치관료를 지내다가 이듬해 1660년 12월 21일, 청나라 윈난성 린창 사저에서 자신의 일가족이 쓸쓸히 임종을 지켜보는 가운데 향년 30세로 영욕을 뒤로 하며 병사(요절)하였다.

## 별호
- 아명(兒名)은 손왕아(孫旺兒), 손가왕(孫可旺)이었다.

## 직계 가계
- 그는 형제 자매 관계로 이복 형 3명, 이복 누나 1명, 동복 형 1명이 있었다.
- 그의 자녀로는 친장자 손정호(孫征灏), 양차자 손정기(孫征淇), 양삼남 손정순(孫征淳), 양사남 손굉상(孫宏相)이 있었는데 양아들들은 모두 이복 형들에게 양아들로 출계받은 조카들이다.